# Попигай (кратер)
Попига́й (Попигайская астроблема) — метеоритный кратер в Сибири, в бассейне реки Попигай, четвёртый по размеру среди ударных кратеров Земли.
Диаметр кратера — 100 километров, глубина — 200 метров, расположен на севере Сибири, частично в Красноярском крае, частично — в Якутии. Территория кратера практически не заселена, ближайший населённый пункт — посёлок Попигай — находится к северо-западу от кратера на расстоянии около ста тридцати километров от его центра.

## Образование кратера
Кратер был образован в результате удара астероида 35,7±0,2 миллиона лет назад, в конце эпохи эоцена. Астероид, скорее всего, был хондритным (в породах кратера найдены остатки его вещества). Время его образования близко ко времени образования нескольких других крупных ударных кратеров — Чесапикского ударного кратера, ударного кратера в каньоне Томса на шельфе Восточного побережья США, кратера Маунт-Ашмор и полями тектитов на северо-востоке Северной Америки, Логойского кратера — приводит некоторых специалистов к предположению об их взаимосвязи, то есть о множественной метеоритной бомбардировке, которая могла стать одной из причин завершения геологической эпохи эоцена и общего похолодания климата в следующем олигоцене, что также сопровождалось образованием пролива Дрейка на другой стороне планеты и, впоследствии, формированием ледникового щита Антарктиды.

## История исследований
Котловина кратера была открыта в 1946 году Д. В. Кожевиным, В 1970-х годах была выдвинута гипотеза о её метеоритном происхождении, основанная на изучении обнажений породы (Пёстрые скалы), где на поверхности видны отложения, подвергнутые ударному плавлению и дроблению. В результате геологоразведочных работ были открыты месторождения алмазов Скальное (256 млрд каратов) и Ударное (12 млрд каратов).
В сентябре 2012 года были обнародованы сведения о том, что в районе кратера находится крупнейшее в мире месторождение импактных алмазов. Месторождение было найдено в 1970-е годы, но при этом засекречено, а его изучение заморозили в связи с тем, что в то время в стране строились заводы по производству синтетических алмазов. Летом 2013 года планировалась новая экспедиция.
Результаты геологических исследований показали, что ювелирной ценности попигайские алмазы не представляют, однако почти вдвое превосходят природные (кимберлитовые) и синтетические алмазы по прочности и абразивной стойкости, имея, вдобавок, повышенную твёрдость и жаропрочность. Их применение может оказать значительное влияние на некоторые отрасли промышленности, однако дороговизна работ, отсутствие технологий для обработки нового сырья и неопределённые финансовые перспективы тормозят развитие алмазодобычи в регионе.